# ボク姫PROJECT
『ボク姫PROJECT』（ボクひめプロジェクト）は、ウィザードソフトが開発し、日本で2020年4月23日に日本一ソフトウェアから発売されたNintendo SwitchとPlayStation 4用ミステリーアドベンチャーゲームである。プレイヤーは、姉にまつわる事件の調査のために女生徒として入学し、上品なお嬢様学校に潜入する少年を操作する。その調査の一環として、プレイヤーは学園の有力組織への参加を目指しており、キャラクターの可愛さを高めて他の候補者に打ち勝つために、ステータスを上げていく必要がある。
このゲームは、椎名建矢が監督、城花健人が脚本、松島史佳が美術を担当しており、当初はアクションゲームとして構想されていたが、予算の関係でアドベンチャーゲームとして再企画された。2017年には当初、異性装ゲームの市場規模に不安を感じていたパブリッシャーの意向を受けて企画が頓挫していたが、Twitterを通じてこのゲームへの興味を測り、幾夜大黒堂が漫画『ボク姫様と乙女主義』を連載するなどしてファンを獲得したことから、ついに開発の許可が下りた。その他にも、短編オーディオドラマ2本と短編小説の制作が予定されており、城花は明治時代を舞台にした続編のゲームを製作したいと話している。
批評家の間では、独特な題材や、ストーリー、キャラクター、ビジュアルは好評を博したが、ゲーム性については賛否両論あった。ファミ通の調査では、日本のプレイヤーからの期待度が高いと評価され、発売後数週間はオンラインショップでほぼ完売した。開発者らは売上は控えめだと評価している。

## ゲームプレイ
『ボク姫PROJECT』は、上品なお嬢様学校に潜入して事件の調査を行う少年を操作するシングルプレイヤーミステリーアドベンチャーゲームである。プレイヤーは事件の調査の一環として、キャラクターの可愛らしさを向上させて学校の組織の一員になり、組織内の現役生徒をはじめとしたキャラクターたちと冷静に交流していくことを目指す。
そのために、プレイヤーは「ボク姫PROJECT」と呼ばれる異性装レッスンに参加して、女らしい外見を高める「ビジュアル」、女性としての知識を高める「教養」、恥ずかしさへの抵抗力を高める「精神」といった3つのステータスを向上させたり、水泳のレッスンやお茶会、コスプレ、体育などの様々な活動に参加して、キャラクターの女らしさを高めたりする。このようなトレーニングの中には、メイド喫茶で修行をした後にメイド服を着ることができるオプションなど、キャラクターのカスタマイズオプションを開放するものもある。
プレイヤーキャラクターの能力値が十分に高くなると、ステージに上がり、経験値や特訓に基づいて質問に答えたり、観客の吹き出しから答えを導き出したりすることで、生徒たちのプレイヤーキャラクターへの支持率を高める「Girl's Emotion Mode（ガールズエモーションモード）」をプレイすることができるようになる。失敗した場合は、登場人物のアキラが上達のヒントを与えてくれる。また、可愛らしさを上げることで、プレイヤーは分岐するストーリーのさまざまなルートにアクセスすることもできる。

## あらすじ
物語は、学園内で起こり、学園側が隠蔽しようとしている事件に巻き込まれて昏睡状態に陥った姉のマリカを救うため、伊草ミナトが、生徒の99％が女子の私立百合愛学園に潜入するところから始まる。そのために、彼はエリカという名前で女子学生として入学し、従妹のアキラが家にいる間学校に通いつつ、男子生徒のミナトとしても学校に通い、二重生活を送っている。学園には四姫と呼ばれる影響力の強い組織があり、姉が巻き込まれた事件の調査のために組織の一員となることを目指す伊草は、他の候補者や現四姫を抑えて学園一の美女になり、姫選挙で優勝するために努力する。それを手助けするのが、女装に詳しいアキラで、伊草に「女装の技術」を鍛えさせる。
主な登場人物の中には、伊草を支え姉のように見ている、女性に惹かれる学生、篠崎ヒユ、大手企業の代表を務める女嫌いの学生、六条オウガなどがいる。四姫の生徒として、カリスマモデルのギャル姫、鬼灯リラ、世間から孤立したやまとなでしこの巫女姫、龍宮院ウラン、伊草と仲良く見える姫皇、姫神エルメス、伊草の姉と親友で、姉としてエルメスを守護する姫騎士、姫神ダリアなどが登場する。エルメスとダリアの母であり学校長の姫神ネメシアも登場し、伊草に助言を与える。

## 登場人物
伊草エリカ / 伊草ミナト（本名）
声 - 不明
主人公。姉のマリカに起きた事故について探るため、私立百合愛学園に女装して潜入した男子高校生。
伊草アキラ / 伊草エリカ（本名）
声 - 川上ゆき
エリカ（ミナト）の従姉妹。私立百合愛学園の生徒である本物の「伊草エリカ」だが、ミナトを女装させて自分の代わりに通学させ、自分は自宅に引きこもってゲームをしている。
鬼灯リラ
声 - 河瀬茉希
大人気の読者モデルでもあるカリスマギャル。隠れオタクという一面を持つ。
龍宮院ウラン
声 - 白城なお
華道、茶道、日本舞踊、筝を得意とする大和撫子。箱入り娘として育ったため男性や外国文化に疎く、洋菓子作りや英語は苦手。
姫神エルメス
声 - ななひら
アイドルでもあり、学園一の姫の称号「姫皇」を持つ。
姫神ダリア
声 - 寺井らん
エルメスの姉。エルメスを守る「姫騎士」。マリカとは親友であった。
篠崎ヒユ
声 - 新田ひより
伊草エリカに心酔しており、美少女に目がない。エリカの「騎士」となって学園生活をサポートする。
六条オウガ
声 - 大久保蒼
男子部の新入生で、ミナトの同級生。大手企業の代表を務める。
♂マスク先輩
声 - 安田陸矢（1号）、浜田洋平（2号）、御子神孝次（3号）
ミナトの先輩3人。以前行ったセクハラの罰として、「♂」マークの入ったマスクを装着させられている。
姫神ネメシア
声 - あらいしずか
私立百合愛学園の理事。ダリアとエルメスの母。
伊草マリカ
ミナトの姉。ミナトの入学前、事件に巻き込まれて昏睡状態となっている。

## 開発
『ボク姫PROJECT』は、ウィザードソフトが開発、椎名建矢が監督、城花健人が脚本、松島史佳がキャラクターデザインを担当した。当初は2017年7月にティーザーで一部の情報が公開されたが、パブリッシャーである日本一ソフトウェアがそれ以前にこのテーマのゲームを発売していなかったことから、異装をテーマにしたゲームに興味を持ってくれる人がどれだけいるのかが不明であったため、一時保留となった。彼らはゲームへの関心を測るためにTwitterアカウントを立ち上げ、アカウント上で投票を実施して1万人以上のフォロワーを獲得し、2年後にプロジェクト進行の承認を得て、2019年7月に最初のトレーラーを公開した。企画の段階は約半年を要し、主な製作は1年かけて行われた。
ゲームは当初アクションゲームとして構想されていたが、予算の関係でアドベンチャーゲームに変更された。当初の物語は、主人公が女装を余儀なくされて恥ずかしい思いをすることをテーマにしただけだったが、完成したゲームのメインテーマは、性別の壁を乗り越えて、人を理解することだと城花は語った。このゲームは女装するまでに時間がかかると思うかもしれないが、「普通の少年」を主人公にしているため、開発者はストーリーの最初に、主人公のパーソナリティと主人公が女性の服を着なければならない状況を丁寧に設定してから、女装の要素を導入することにした。
日本一ソフトウェアは、2020年4月23日にNintendo SwitchとPlayStation 4向けに日本でパッケージ版とダウンロード版でゲームを発売した。イラスト付きのタペストリー、アクリルスタンド、デジタル壁紙など、販売店によっては、別のボーナスアイテムが予約注文に含まれていた。日本一ソフトウェアは、日本のゲームの多くを欧米市場で公開しているが、国際的なリリースの計画は発表されていない。開発者は2020年2月に、脚本の長さのために英語版を製作することは難しいかもしれないが、可能であればゲームを他のプラットフォームに移植したいと述べた。2020年5月、彼らはパーソナルコンピュータ版を開発する可能性を調査していると述べた。
日本一ソフトウェアは当初、CEROが年齢評価A（全年齢）を与えるとの仮定の下で、ゲームを「全年齢向け女装覚醒アドベンチャー」としていたが、最終的にはB（12歳以上）と評価され、謝罪動画を公開した。

## 評価
『ボク姫PROJECT』は、ゲーム出版物から好評を博し、テーマが独特で印象に大きく残るとの評価を得ていたが、それだけでは、パブリッシャーとしては採用を躊躇するのも無理はないと考えられた。ファミ通は、トランスジェンダーのようなテーマのゲームが一般向けに発売されることに驚きの声をあげた。What's IN?は、男の娘作品のファンはもちろんのこと、このジャンルが初めての人にもおすすめしたい作品だとした。
IGN、ファミ通、What's IN?はゲームのストーリーが気に入り、ファミ通は、ストーリーの流れが激しい、設定のセンスが信じられないと批判しながらも、共感しやすい、個性的なキャラクターが多いと称賛した。What's IN?は、シリアスとコメディのバランスが良く、時に意外と暗いトーンのストーリーと漫才形式のユーモアがあり、脇役がしっかりしているのが好印象だったとした。電撃オンラインは、ゲームの雰囲気を「爽やか」だといい、オープニングテーマの可愛らしさにもマッチしているとした。Gamerも音楽を紹介した。
ファミ通は、インタラクティブな部分が少なくやや退屈だとゲームを批判して述べた。What's Inは反対に、主人公の可愛らしさのステータスを上げることは、ロールプレイングゲームに似ていて楽しいとした。彼はまた、Girl's Emotion Modeが好きで、ゲームのさまざまなルートへのアクセスの簡単さを高く評価した。ビジュアルとイラストは好評だった。Insideは、「豪華」だとした。ファミ通はかわいい美しさと「かわいい」キャラクターデザインを気に入り、What's IN?は伊草の「超かわいい」デザインは、プレイヤーのゲームを進める意欲を高めるのに役立つと述べた。
『ボク姫PROJECT』は、2020年初頭にファミ通が実施した調査で、日本のゲームプレイヤーの間で今年最も期待されているゲームの1つにランクインし、Kotakuでは今シーズンに発売される大作ゲームの1つに挙げられた。特にNintendo Switch版を中心に、2020年5月までにオンラインストアではほぼ完売したものの、発売初週にはファミ通の日本で最も売れたパッケージ版コンピュータゲームの週間トップ30チャートにランクインしなかったことから、その期間中の小売店での売り上げ記録は各機種版で2700本以下だったと推定される。発売後のインタビューでは、開発者は本作の売上を控えめと表現しているが、時間の経過とともに売上が伸びていることや、普段は美少女ゲームや女装をテーマにしたゲームに興味のない層にもリーチできたことを指摘している。

## 関連メディア
ゲームの製作許可に先立つファン層の開拓の一環として、2017年7月27日発売の雑誌『電撃PlayStation』の付録の、デンプレコミック第643巻8号より、幾夜大黒堂による漫画『ボク姫様と乙女主義』が連載され、好評を博した。また、2020年6月7日～8日には、それぞれイクサとマリカ、ダリアとオウガが登場する短編オーディオドラマ2本がTwitterで公開された。日本一ソフトウェアからは、オリジナルサウンドトラックに加えて、主題歌のカラオケバージョンやエンディングテーマのフルバージョンを新たに収録した全25曲入りのアルバム『ボク姫PROJECT オリジナルサウンドトラック』が、2020年6月26日にオンラインストアにてCDで発売された。また、2020年5月に実施された『ボク姫PROJECT』のキャラクター人気投票で上位にランクインした2人の関係性に焦点を当てた、ゲームを題材にした短編小説も企画されている。
城花は2020年のインタビューの中で、明治期の創立間もないころの学園を舞台とした続編を作りたいと語る一方、具体的な計画を立てる前に、当時取り組んでいた別のゲームの開発を終わらせなければならないと語った。